# El Valle (Corregimiento)
El Valle, auch El Valle de Antón, ist eine Stadt und ein Corregimiento des Bezirks Antón in der Provinz Coclé in Panama. Bei der Volkszählung im Jahr 2023 hatte es 7595 Einwohner. Das Corregimiento erstreckt sich über eine Fläche von 35,0 km².

## Geografie

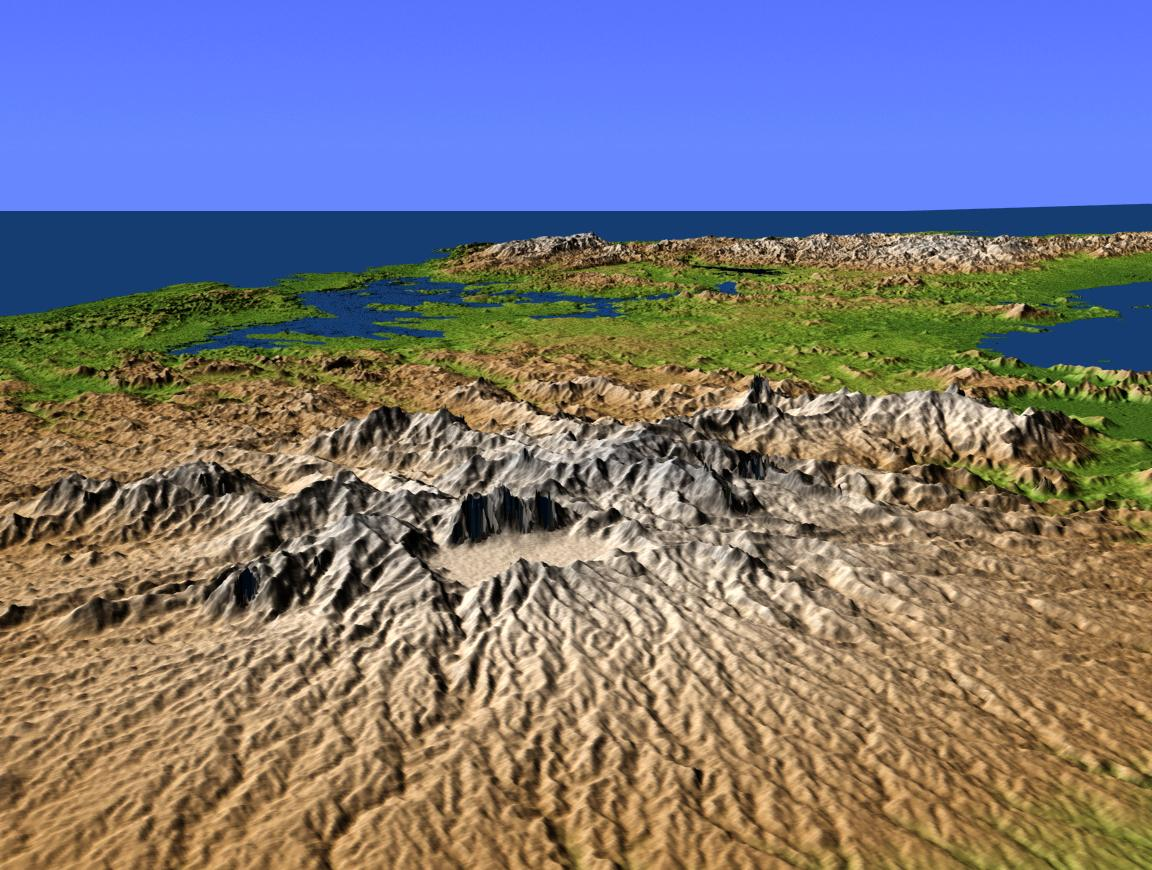
Perspektivische Ansicht mit farbkodiertem, schattiertem Relief von Zentralpanama aus dem Südwesten, mit El Valle im Vordergrund.

Die Stadt liegt in der flachen, weiten Caldera des 6 km breiten Vulkans El Valle, der inaktiv ist. Es gibt Hinweise darauf, dass er erst vor etwa 300.000 Jahren ausgebrochen ist. El Valle hat eine Hauptstraße namens Avenida Central oder Calle Central, die in Ost-West-Richtung durch die Stadt verläuft.

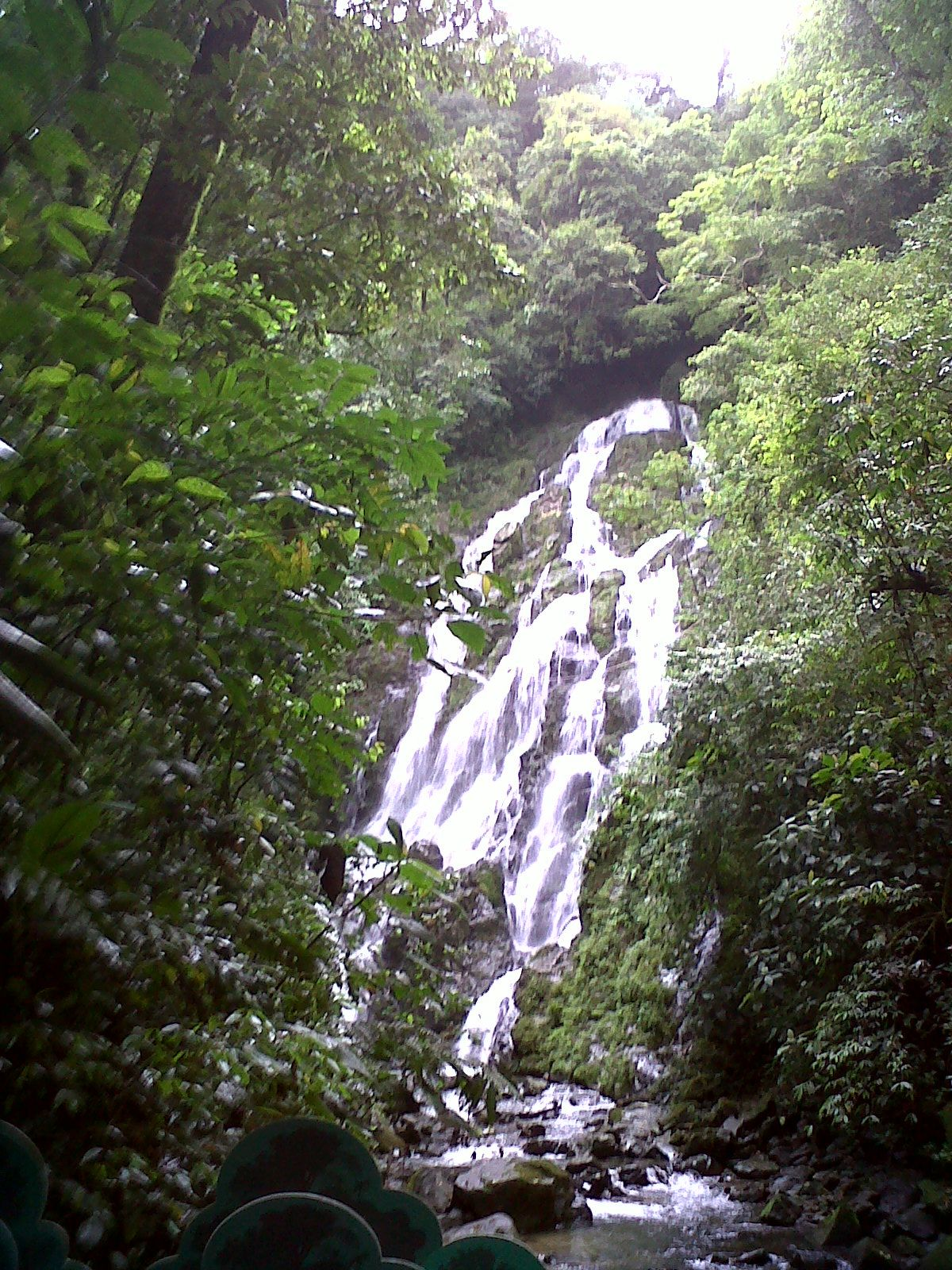
Wasserfall „El Macho“ in El Valle

Aufgrund seiner Höhe (600 m) ist das Gebiet kühler als die panamaischen Tiefebenen. Zu den natürlichen Attraktionen in der Nähe von El Valle gehören der Wasserfall Chorro El Macho, der Wasserfall Las Mozas, die „quadratischen“ Bäume hinter dem Hotel Campestre und eine Gruppe kleiner Thermalbecken (diese bestehen aus drei Zementbecken mit mineralisiertem Wasser, dessen Farbe je nach den spezifischen, zu einem gegebenen Zeitpunkt vorhandenen Mineralien variiert).

## Fauna

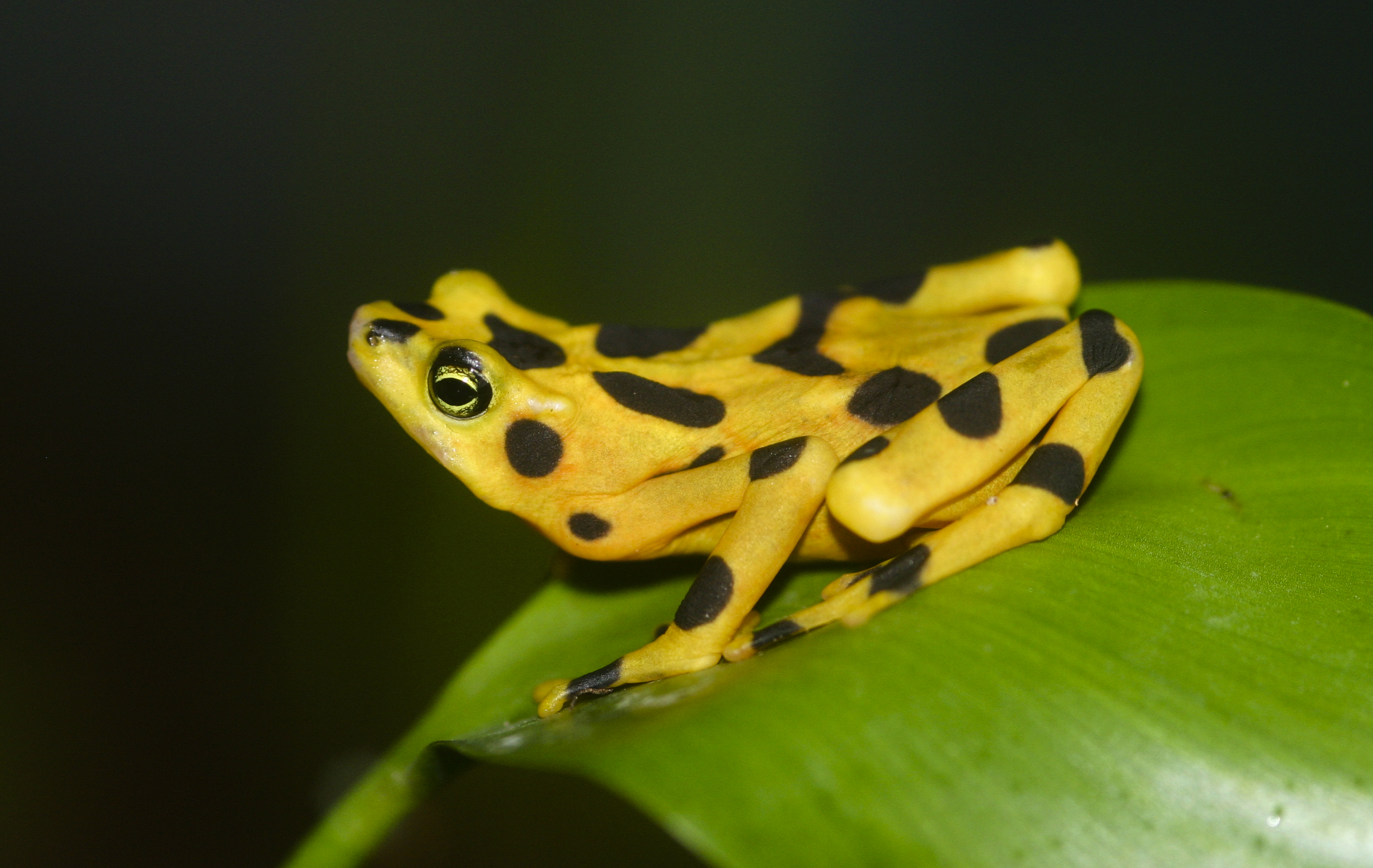
Panama-Stummelfußfrosch, kritisch gefährdet

Das Gebiet rund um die Stadt ist auch dafür bekannt, eines der letzten Habitate des kritisch gefährdeten Panama-Stummelfußfrosches zu sein. Einige der Wälder rund um die Stadt sind Schutzgebiete.
El Valle beherbergt rund 500 Vogelarten. Ein 10,600 ha großes Gebiet, das die Wälder und Vulkangipfel nördlich der Stadt umfasst und die oberen Einzugsgebiete mehrerer Flüsse bildet, wurde von BirdLife International als Important Bird Area (IBA) ausgewiesen, weil es bedeutende Populationen von Mohrenguanen, Olivflanken-Schnäppertyrannen und Goldflügel-Waldsängern beherbergt.

## Bevölkerung
Die folgende Tabelle zeigt die Bevölkerung des Corregimientos El Valle, wie es in den Volkszählungen 2000, 2010 und 2023 erfasst wurde.
| Jahr         | 2000 | 2010 | 2023 |
| ------------ | ---- | ---- | ---- |
| Einwohner    | 6175 | 7602 | 7595 |
| davon Männer | 3219 | 3919 | 3871 |
| davon Frauen | 2956 | 3683 | 3724 |

## Orte
Im Corregimiento El Valle befinden sich folgende Orte:
- Alto de La Mesa
- El Valle
- La Amapola
- La India
- La Mesa
- Quebrada Amarilla